# Milà-Sanremo 1908
La Milà-Sanremo 1908 fou la 2a edició de la Milà-Sanremo. La cursa es disputà el 5 d'abril de 1908, i el vencedor final va ser el belga Cyrille van Hauwaert. 48 ciclistes hi van prendre part, dels quals catorze van acabar la cursa 14.

## Classificació final
|    | Ciclista             | Equip         | Temps        |
| -- | -------------------- | ------------- | ------------ |
| 1  | Cyrille Van Hauwaert | Alcyon-Dunlop | 11h 33' 00"  |
| 2  | Luigi Ganna          | Alcyon-Dunlop | + 3' 30"     |
| 3  | André Pottier        | Alcyon-Dunlop | + 6' 25"     |
| 4  | Augustin Ringeval    | Alcyon-Dunlop | + 17' 40"    |
| 5  | Louis Trousselier    | Alcyon-Dunlop | + 33' 00"    |
| 6  | Marcel Lequatre      | Alcyon-Dunlop | + 47' 00"    |
| 7  | Giovanni Rossignoli  | Alcyon-Dunlop | + 1h 05' 00" |
| 8  | Jean Morini          | -             | + 1h 26' 00" |
| 9  | Carlo Andreoli       | -             | + 1h 26' 30" |
| 10 | Clemente Canepari    | Alcyon-Dunlop | + 1h 36' 30" |